# Gastrotheca longipes
Gastrotheca longipes és una espècie de granota de la família del hemipràctids. Va ser descrit com a Nosotrema longipes per George Albert Boulenger el 1882. El nom específic longipes en llatí significa «camallarg».
Viu a la conca superior l'Amazones als vessants inferiors dels Andes a l'Equador i l'extrem nord del Perú, fins a 500 m d'altitud.
Es tracta d'una espècie que ha menester dosser arbori a les terres baixes tropicals humides i als boscos de muntanya. No està present en hàbitats modificats. La reproducció té lloc per desenvolupament directe, amb els ous portats en una bossa a l'esquena de les femelles. No s'enfronta a grans amenaces; és una espècie molt estesa amb prou àrees d'hàbitat adequat. Localment, perd hàbitat per la desforestació i l'expansió agrícola.